# Querubín

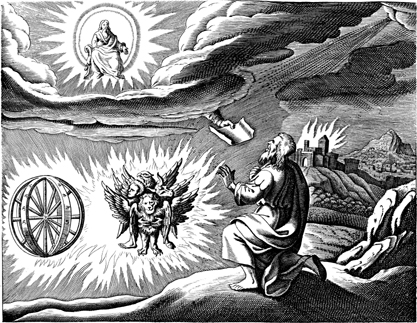
Tradicional descripción de un querubín y un carro celestial según la descripción de Ezequiel.

En la angelología cristiana, un querubín (Heb. כְּרוּב, pl. כְּרוּבִים, Ing. trans kərūv, pl. kərūvîm, Lat. cherub[us], pl cherubi[m], Siríaco ܟܪܘܒܐ) es un tipo de ángel, el segundo de los nueve coros angélicos. Son considerados como los guardianes de la gloria de Dios. Su nombre significa «los próximos» o «los segundos». Es común que se les confunda o asocie con los putti («angelotes»), en la forma de un niño con alas, sin embargo estos son seres de carácter secular, no bíblicos.
Tienen una característica de guardianes y al mismo tiempo de «carruaje». En Ezequiel 1:9 se dice de los querubines que «sus alas se juntaban unas con otras», por lo que se da la imagen de un grupo homogéneo, constituyendo una especie de «carroza celestial».
Su desplazamiento es veloz: «los seres iban y volvían, como si fueran relámpagos» (Ez 1:14). De acuerdo con el Apocalipsis su velocidad es como la de un relámpago.

## Origen de la palabra
El vocablo «querubín» viene del hebreo querub, que puede significar «toro» o «los próximos» o «segundos», en referencia al coro angélico que es liderado por los serafines.
Con el transcurrir de los siglos la imagen de los querubines se asimiló a la de un ángel niño. Querubín viene del hebreo kerubim con el mismo significado de «angelito».
Ahora bien, en su etimología hebrea, karov significa «cercano». Debido a que en la disposición de los coros de los ángeles, los querubines están cercanos a Dios, se los llamó krubím. Existen discusiones por la grafía de la palabra que suena igual (krubím y crubín), pero en hebreo se escribe con otras letras (Éxodo 25:18).
Los querubines son seres que pueden ser vistos solo por quienes son «elevados» a una dimensión superior, es decir, a un estado en el que el cielo «se abre para ellos» (Ezequiel 10:14; I Reyes 6:23-28).

## En el judaísmo

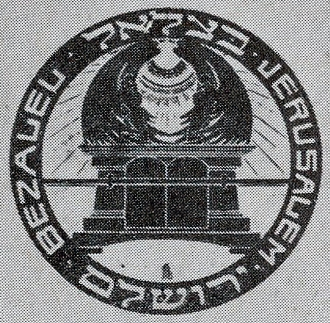
Arte judío. Emblema de la Academia de Arte y Diseño Bezalel de Jerusalén, con el Arca de la Alianza con los dos querubines (descritos en la Biblia), 1906.

En algunas tradiciones del judaísmo se tiene la creencia en la existencia de los ángeles, y los querubines son incluidos en la jerarquía angelical. La existencia de los ángeles es generalmente muy controvertida dentro del judaísmo rabínico tradicional. Hay, sin embargo, una amplia gama de puntos de vista sobre lo que los ángeles en realidad son y cómo se deben interpretar los pasajes bíblicos relacionados con ellos.
En la Cábala ha sido extensa la creencia en los querubines, ya que los querubines y los otros ángeles, se considera que tienen funciones místicas. El Zohar, una colección muy importante de libros en el misticismo judío, dice que los querubines fueron guiados por uno de ellos, llamado Kerubiel.
En el otro extremo del espectro filosófico está la opinión de Rabí Moshé ben Maimón, más conocido como Maimónides. Tenía una interpretación neoaristotélica de la Biblia. Maimónides escribe que el hombre sabio ve que a lo que la Biblia y el Talmud se refieren como «ángeles» son, en realidad, alusiones a las diversas leyes de la naturaleza, son los principios por los que el universo físico está presente. Guía de los Perplejos II: 4 y II: 6.

"¡Para todas las fuerzas son ángeles! ¿Qué ciegos, cómo perniciosamente ciegos son los ingenuos? Si usted le dijo a alguien que pretende ser un sabio de Israel, que la Deidad envía un ángel que entra en el útero de una mujer y se forma un embrión, se podría pensar que este milagro y lo aceptan como una marca de la majestad y el poder de la divinidad, a pesar del hecho de que cree un ángel para ser un cuerpo de fuego tercio del tamaño de todo el mundo. Todo esto, según él, es posible para Dios. Pero si le dices que Dios puso en el esperma el poder de formar y demarcar estos órganos, y que éste es el ángel, o que todas las formas son producidas por el intelecto activo, que aquí está el ángel, el "vice-regente del mundo", constantemente mencionado por los sabios, entonces retrocederá.

Porque (la persona ingenua) no comprende que la verdadera majestad y el poder están en la puesta en ser de las fuerzas que actúan en una cosa a pesar de que no puede ser percibido por los sentidos... Así, los sabios revelan que la conciencia de que la facultad imaginativa es también llamada "ángel", y la mente se llama "querubín". ¡Qué hermoso este aparecerá a la mente sofisticada, y cómo molestar a la primitiva".

## En distintas partes del mundo
Los persas también incorporaron kerubes guardianes, como se pueden ver hoy día en las ruinas de Persépolis (Irán). Tenían algunas figuras de Mithra con cuerpo de hombre, cabeza de león y cuatro alas. A través del mazdeísmo y sus jerarquías angélicas, el término pasa a designar en parte de las escrituras cristianas a un tipo de «ángel» o «mensajero divino» (del griego ἀγγελος). Durante la cautividad babilónica o persa, este término pasa a la Biblia hebraica, y así prepara el traspaso al Nuevo Testamento, que le dará la forma definitiva.
La palabra se encuentra testimoniada en acadio, asirio y babilónico, en escritura cuneiforme. De ahí pasa al hebreo, al griego y latín. Para estas culturas el querubín era un genio alado, guardián sagrado de las puertas, en forma de animal, especialmente bajo el aspecto de un toro alado con cabeza humana. Se usaba como figura de un genio apotropaico como, por ejemplo, en las puertas del templo de Isthar de Babilonia, conservadas en el museo de Pérgamo de Berlín, en las colecciones de arte mesopotámico del museo arqueológico de Estambul, en el British Museum de Londres, y en el Museo del Louvre.
La forma angélica que adoptaron los querubines en el catolicismo se asemeja más a la de los putti o angelotes.